# استر فانوس

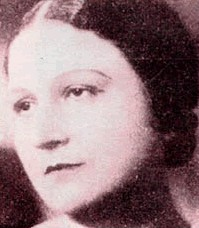
استر فانوس

استر آخنوخ فانوس یا استر فانوس (عربی: إستر فانوس‎، Ester Wissa) (زادهٔ ۱۹ فوریه ۱۸۹۵ در اسیوط، مصر – درگذشتهٔ اوت ۱۹۹۰) فمینیست و فعال حقوق زنان مصری بود. او از بنیانگذاران انجمن زنان جدید به‌شمار می‌رفت و در تأسیس کمیته مرکزی زنان وفد در سال ۱۹۲۰ نقش داشت. پسرش، هانا فهمی ویسا، در کتاب خاطرات خانوادگی خود با عنوان «اسیوط» دربارهٔ زندگی او نوشته است.

## زندگی
استر فهمی ویسا، دختر آخنوخ فانوس و بالسام ویسا، از یک خانواده سرشناس قبطی-مسیحی بود. فضای ملی گرایانه و مذهبی حاکم بر خانه پدری، تأثیر عمیقی بر شکل‌گیری شخصیت او گذاشت. او درک خود از آزادی را از طریق گفتگوها و اندیشه‌هایی که در خانواده جریان داشت، و همچنین از طریق کتاب‌های ارزشمند کتابخانه پدرش، فراگرفت. روزی که مکرم عبید، وکیل نامدار و دوست خانواده، به خانه آنها آمد، استر فانوس متوجه شد سعد زغلول پاشا قصد دارد به همراه گروهی از یارانش به انگلستان سفر کند و خواستار پایان قیمومیت بریتانیا بر مصر شود. این اتفاق او را بر آن داشت تا در اوایل سال ۱۹۱۹ به جنبش ضداستعماری علیه حکومت بریتانیا بپیوندد.
استر، هنگامی که تظاهرات سراسر مصر را فرا گرفت و انگلیسی‌ها به روی تظاهرکنندگان آتش گشودند، در نام‌های خطاب به رئیس‌جمهور ایالات متحده وودرو ویلسون نوشت:
"ما چهار نفر را برای جنگ در این نبرد فرستاده‌ایم (اشاره به سعد زغلول و همراهانش)، و اگر لازم باشد، چهارصد نفر خواهیم فرستاد. شاید چهار هزار، یا حتی چهار میلیون نفر! بزرگان قدرتمند می‌شوند، مردان شجاعند و زنان همچون مردان می‌جنگند."
استر به قاهره رفت تا با صفیه زغلول دیدار کند. در این ملاقات، پیشنهاد شد که سه زن پیامی اختصاصی به رئیس‌جمهور ویلسون امضا کنند. صدها زن گرد هم آمدند تا این بیانیه را امضا کرده و اعتراض خود را اعلام نمایند. سپس آنها در تظاهراتی فمینیستی شرکت کردند، پرچم‌های خود را به اهتزاز درآورده و شعارهای اعتراضی سر دادند.
استر فانوس به همراه هدی شعراوی تصمیم گرفتند کمیته‌ای را به نمایندگی از زنان مصر تشکیل دهند تا همگام با این هیئت فعالیت کنند. در کلیسای سنت مارک، جلسه‌ای با حضور زنان برگزار شد که در آن هدی شعراوی به عنوان رئیس و فکریه حسنی، احسان القوسی و استر فانوس به عنوان منشی انتخاب شدند. آن‌ها سپس یک گردهمایی سیاسی در مسجدی ترتیب دادند و برای نخستین بار در جمع مردان به سخنرانی پرداختند.
در مارس ۱۹۲۳، استر فانوس به همراه گروهی از زنان پیشرو، اتحادیه فمینیست مصر را بنیان نهادند. هدف این اتحادیه ارتقای جایگاه زنان در عرصه‌های ادبی و اجتماعی، و احقاق حقوق برابر برای آنان در تمام زمینه‌ها بود. او علاوه بر این فعالیت‌های انقلابی، در سازمان‌های مؤثری همچون انجمن مسیحی زنان جوان، انجمن کارگری مصر و چندین نهاد خیریه دیگر نیز حضوری فعال داشت.
استر فانوس در اوت ۱۹۹۰ چشم از جهان فروبست، اما میراثی ماندگار از خود بر جای گذاشت. او نقشی کلیدی در تحکیم وحدت ملی مصر و پیشبرد جنبش آزادی‌بخش زنان ایفا کرد. تلاش‌های خستگی‌ناپذیرش زمینه‌ساز تحولات اجتماعی عمیقی شد که تا امروز در جامعه مصر تأثیرگذار است.